# Harry Wexler
Harry Wexler (15 mars 1911 – 11 août 1962) est un météorologue américain qui a travaillé au Service météorologique américain toute sa carrière, avec un interlude pour la United States Army Air Corps pendant la Seconde Guerre mondiale. Il est surtout connu comme le « père » des satellites météorologiques et comme le premier scientifique à voler dans un ouragan.

## Biographie

### Études et début de carrière
Wexler est né à Fall River, Massachusetts, le 15 mars 1911. Il est le troisième fils de parents immigrés de Russie, Samuel et Mamie (Hornstein) Wexler. Il est admis au B.Sc., avec majeure en mathématiques, à l'université Harvard en 1929 et obtient son diplôme en 1932. De 1932 à 1934, il fréquente le Massachusetts Institute of Technology (MIT), où il étudie la météorologie, et fait un stage à l'Observatoire météorologique de Blue Hill,.
En 1934, il joint le Bureau météorologique des États-Unis à Chicago, puis à Washington, D.C., travaillant à la propagation du nouveau concept des fronts météorologiques introduits par l'école de météorologie de Bergen. Son employeur le renvoie aux études en 1937-38 au MIT et il obtient son doctorat en météorologie en 1939 sous la direction de Carl-Gustaf Rossby avec comme titre de sa thèse : « Circulations transversales observées dans l'atmosphère et leurs implications climatologiques »,.

### Seconde Guerre mondiale
En 1938, Wexler est promu météorologue associé au Bureau météorologique. Il a pris un congé du service en 1940 pour enseigner à l'Université de Chicago comme professeur adjoint de météorologie dans un programme destiné à la formation de prévisionnistes après le déclenchement de la Seconde Guerre mondiale en Europe. En 1941, il retourne au Bureau de Washington comme météorologue principal chargé de la formation et de la recherche, travaillant aux préparatifs de défense liés à la météorologie.
En 1942, le Bureau l'envoie au service météorologique de la United States Army Air Force après l'entrée en guerre des États-Unis. Il y reste  jusqu'en 1946, atteignant le grade de lieutenant-colonel. Le 14 septembre 1944, alors major, il est le premier scientifique à voler délibérément dans un ouragan, dans un Douglas A-20 Havoc, pour collecter des données météorologiques,.

### Retour au civil
Après son service militaire, Wexler retourna au service météo en 1946, devenant chef de la division des services scientifiques. À ce poste, il travaille à l'extension géographique des réseaux de station météo et à la diversification des sources données pour une étude globale de l'atmosphère dont des capteurs pour noter la concentration de gaz tels que l'ozone et le dioxyde de carbone, ainsi que le rayonnement solaire. Il a ainsi joué un rôle déterminant dans la recherche de fonds et de soutien pour les études initiées par Roger Revelle et Charles David Keeling, un travail clé pour attirer l'attention sur le problème du réchauffement climatique. En 1947, Wexler a aussi proposé d'utiliser le radar pour étudier la structure des ouragans et au cours des années suivantes, le service météorologique a déployé un réseau de stations de radars météorologiques pour suivre les précipitations.
En 1955, Wexler est nommé scientifique en chef de l'expédition américaine en Antarctique pour l'Année géophysique internationale de 1957-58. Il craignait à la même époque que les essais de bombes atomiques ne conduisent à une nouvelle ère glaciaire à partir d’un scénario d’hiver nucléaire. De 1959 à 1961, il a proposé et promu l'idée d'une veille météorologique mondiale. En 1961, il fut le principal négociateur des États-Unis dans les négociations avec l'URSS concernant l'utilisation conjointe de satellites météorologiques.
Wexler a aussi encouragé l'étude de l'atmosphère des autres planètes, ainsi que l'utilisation des ordinateurs pour la prévision météorologique et la modification du temps. Il est particulièrement connu pour ses travaux sur l'utilisation de satellites à des fins météorologiques et le développement du TIROS-1, le premier satellite météorologique au monde. Il s'est dirigé dans ce domaine après avoir été contacté en 1954 par l'auteur de science-fiction Arthur C. Clarke qui avait suivi ses travaux sur les ouragans dans les années 40 et demandé son avis sur utilisation possible d'un satellite artificiel pour étudier les conditions météorologiques depuis l'espace.
Wexler, qui a étudié le lien reliant les composés de chlore et de brome à la destruction de la couche d'ozone stratosphérique, avait accepté une invitation à donner une conférence intitulée « Le climat de la Terre et ses modifications » à l'Institut de recherche et de technologie spatiales de l'université du Maryland mais il est décédé entre temps. Ce n'est que 12 ans plus tard que les premiers articles sur l'effet des chlorofluorocarbures sur la couche d'ozone sont publiés en 1974. Selon l'auteur James Rodger Fleming, les travaux de Wexler aurait pu mener une réponse coordonnée plus précoce au problème de l'appauvrissement de la couche d'ozone stratosphérique.
Il a travaillé au bureau météorologique des États-Unis jusqu'à sa mort le 11 août 1962 dans un hôpital de Boston des suites d'une crise cardiaque qui est survenue alors qu'il était en vacances à Woods Hole, Massachusetts, laissant dans le deuil son épouse Hannah et ses 2 filles Susan et Libby,,,. Sa femme a fait don de ses papiers à la Bibliothèque du Congrès en 1963.

## Notoriété
Le cratère Wexler sur la Lune et une montagne libre de glace de 4 025 m dans la chaînon Hughes de l'Antarctique portent son nom. Le volume 91, numéros 10 à 12 du Monthly Weather Review, ont été publiés en tant que numéros commémoratifs pour Wexler. En 1977, l'université du Wisconsin à Madison a créé la chaire Harry Wexler de météorologie.